# Cristal iónico

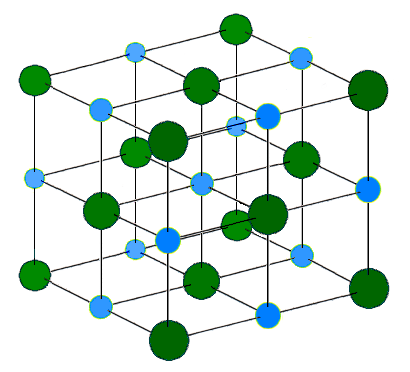
Estructura cristalina del cloruro de sodio (halita). Cada átomo tiene seis átomos cercanos, con una geometría octaédrica. Esta disposición se conoce como empaquetamiento cúbico compacto.
Na+
Cl-

En química, un cristal iónico es la forma cristalina de un compuesto iónico. Son sólidos formados por una red de iones que se unen por su atracción electrostática. Algunos ejemplos de este tipo de cristales son los haluros alcalinos, como el fluoruro de potasio (KF), el cloruro de potasio (KCl), el bromuro de potasio (KBr), el yoduro de potasio (KI) y el fluoruro de sodio (NaF). El cloruro de sodio (NaCl) tiene una ordenación 6:6. Las propiedades del NaCl son el resultado de las fuertes interacciones que existen entre los iones. Es un buen conductor de la electricidad cuando está fundido, pero muy malo en estado sólido. Cuando se funde, los iones móviles transportan la carga a través del líquido. Se caracterizan por absorber mucho la radiación infrarroja y tener planos a lo largo de los cuales se fragmentan con facilidad. La disposición exacta de los iones en una red iónica varía en función del tamaño que tengan en el sólido.